# Kamp (rivière)
 (décembre 2014).
Si vous disposez d'ouvrages ou d'articles de référence ou si vous connaissez des sites web de qualité traitant du thème abordé ici, merci de compléter l'article en donnant les références utiles à sa vérifiabilité et en les liant à la section « Notes et références ».
Le Kamp est un cours d'eau long de 153 km situé au nord de l'Autriche, affluent du Danube sur sa rive gauche.

## Géographie
La source du Kamp se situe aux confins de la frontière entre la Haute-Autriche et de la Basse-Autriche, près du bourg de Liebenau, dans le Mühlviertel. Il s'écoule en direction de l'est à travers Rappottenstein (où il reçoit son affluent le Petit Kamp ou Kleiner Kamp), Zwettl, Krumau am Kamp et Gars am Kamp. Le Kamp rejoint le Danube près de Grafenwörth, à l'est de Krems an der Donau.

## Affluents
- Taffa
- Purzelkamp
- Petit Kamp
- Zwettl

## Lacs rencontrés
- Stausee Ottenstein
- Dobrastausee
- Thurnberger Stausee